# 舊布里奇鎮區 (新澤西州)
舊布里奇鎮區（英語：Old Bridge Township）是位於美國新澤西州米德爾塞克斯縣的一個鎮區。

## 地方資料
舊布里奇鎮區的面積為106.00平方千米，當中陸地面積為98.89平方千米，而水域面積為7.11平方千米。根據2020年美國人口普查的數據，當地共有人口66876人，而人口密度為每平方千米630.91人。